# Râul Valea lui Moise
Râul Valea lui Moise este un curs de apă, afluent al râului Brătei. 